# Burtigny
Burtigny est une commune suisse du canton de Vaud, située dans le district de Nyon.

## Population

### Gentilé et surnom
Les habitants de Burtigny se nomment les Burtigniérans ou les Burtignérans (aussi les Burtignières au féminin).
Ils sont surnommés les Pies-Grièches (lè Matagace en patois vaudois).

## Monuments

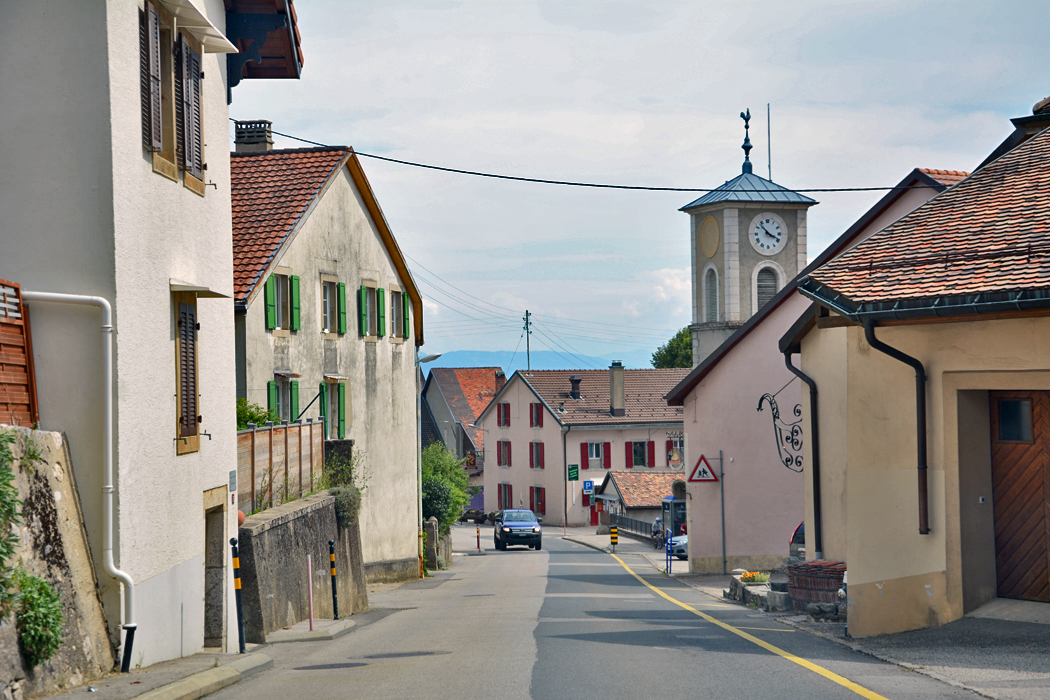
Clocher de l'école.

Église. En 1204, ce lieu de culte dépend de l'abbaye de Bonmont. Paroissial en 1253, il est attesté sous le vocable de Saint-Pierre en 1384. Le bâtiment subit une « reconstruction » vers 1669. Importante restauration en 1910-1914.
Château de Bioley. Au sud-ouest du village, touchant au territoire de Begnins, se trouvait un château fort mentionné en 1262. En 1267, la forteresse dépend du seigneur de Prangins, qui en est toutefois bientôt dépouillé par le baron de Vaud, Louis de Savoie. La châtellenie n'existe plus en 1314 et la forteresse est ruinée en 1493 déjà.
École. Construit en 1838, l'édifice est détruit lors d'un incendie du village en 1864. Restauration par l'architecte Alfred Cugnet qui ajoute une tour annexe sur la façade nord.
Blocs erratiques. Dans la forêt de Burtigny, au-dessus des Tattettes, un sentier  pédestre permet de découvrir d'anciens blocs erratiques.

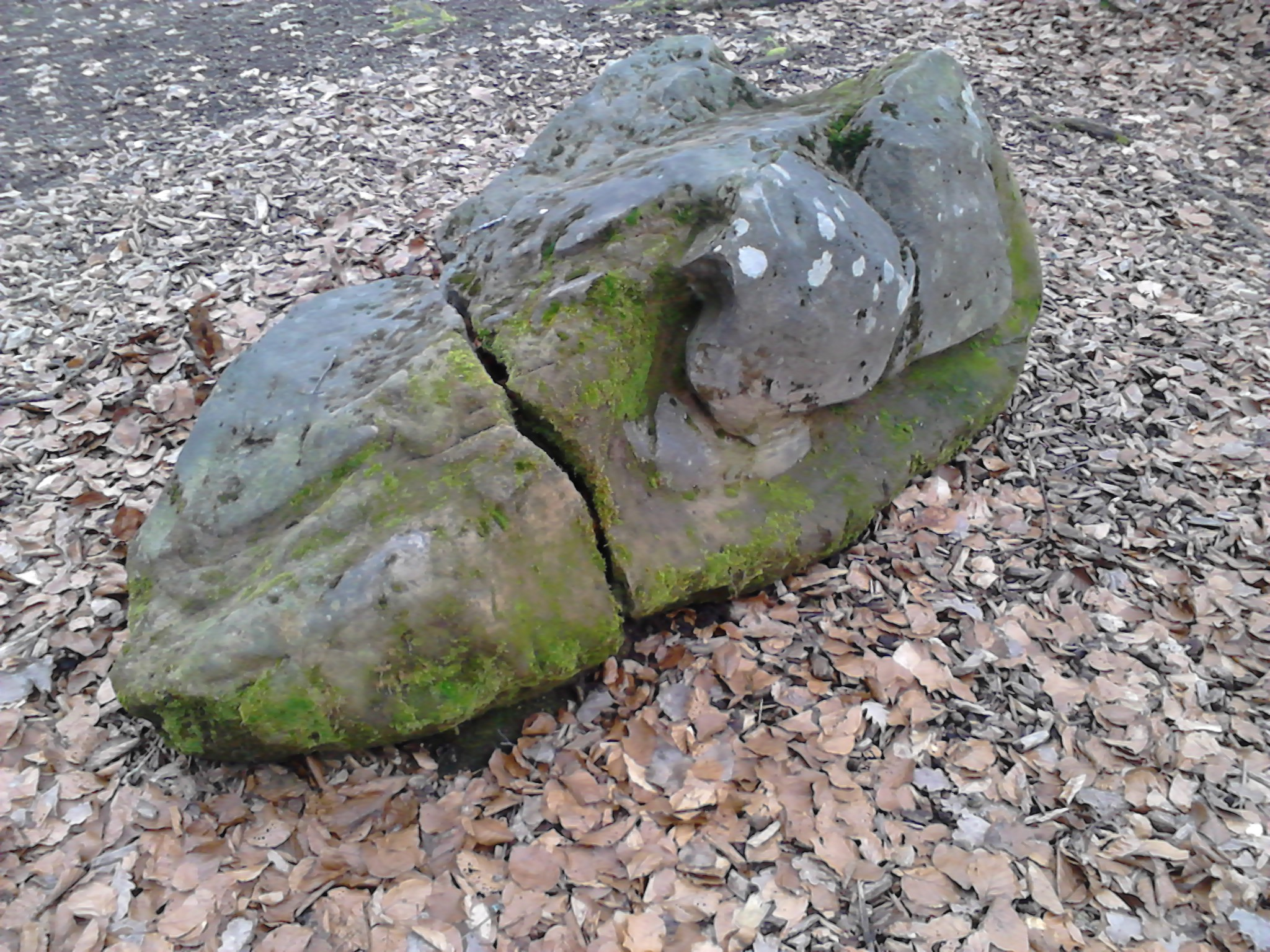
Pierre du bois des Tattes.
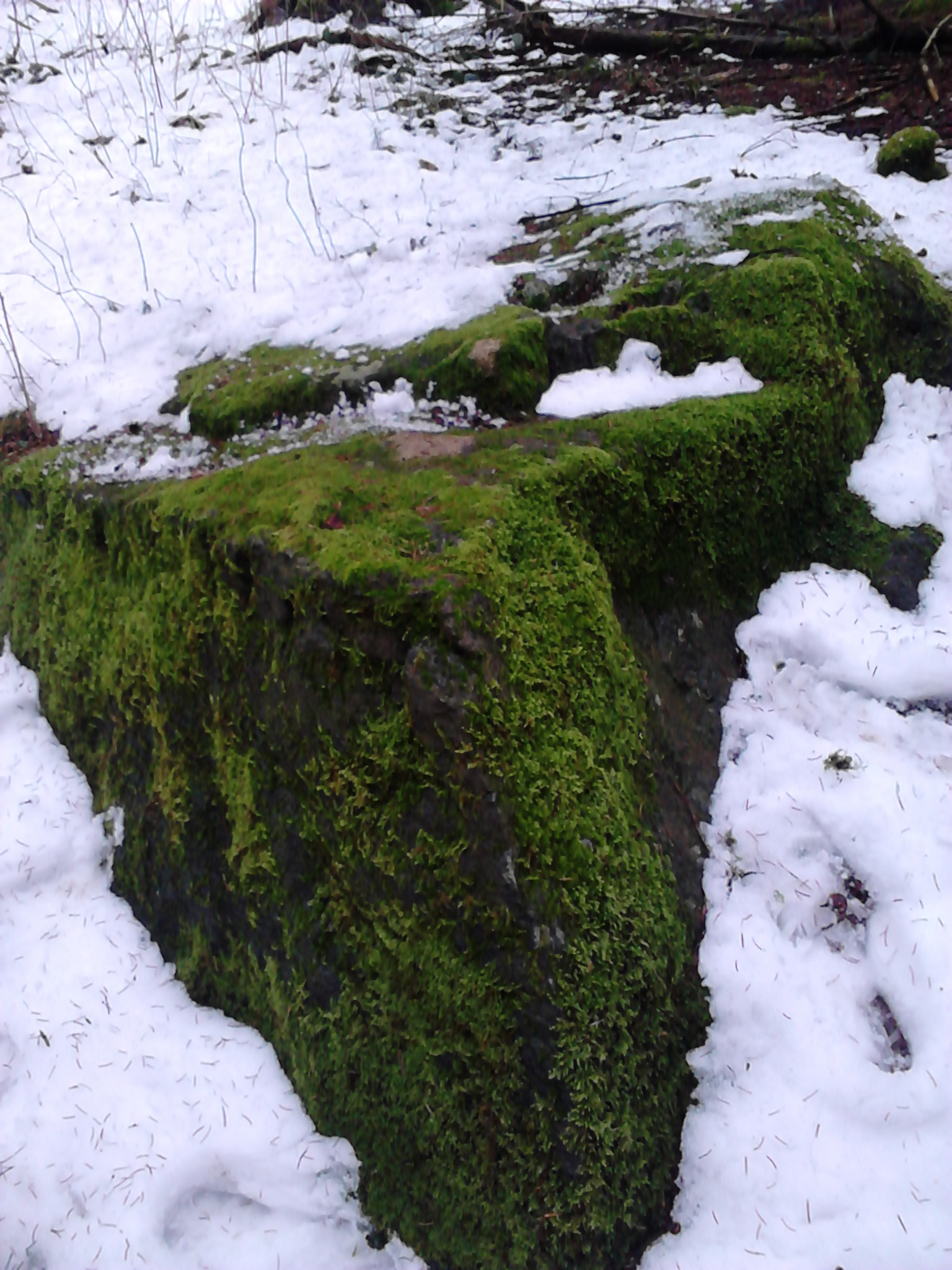
Pierre à cupule.
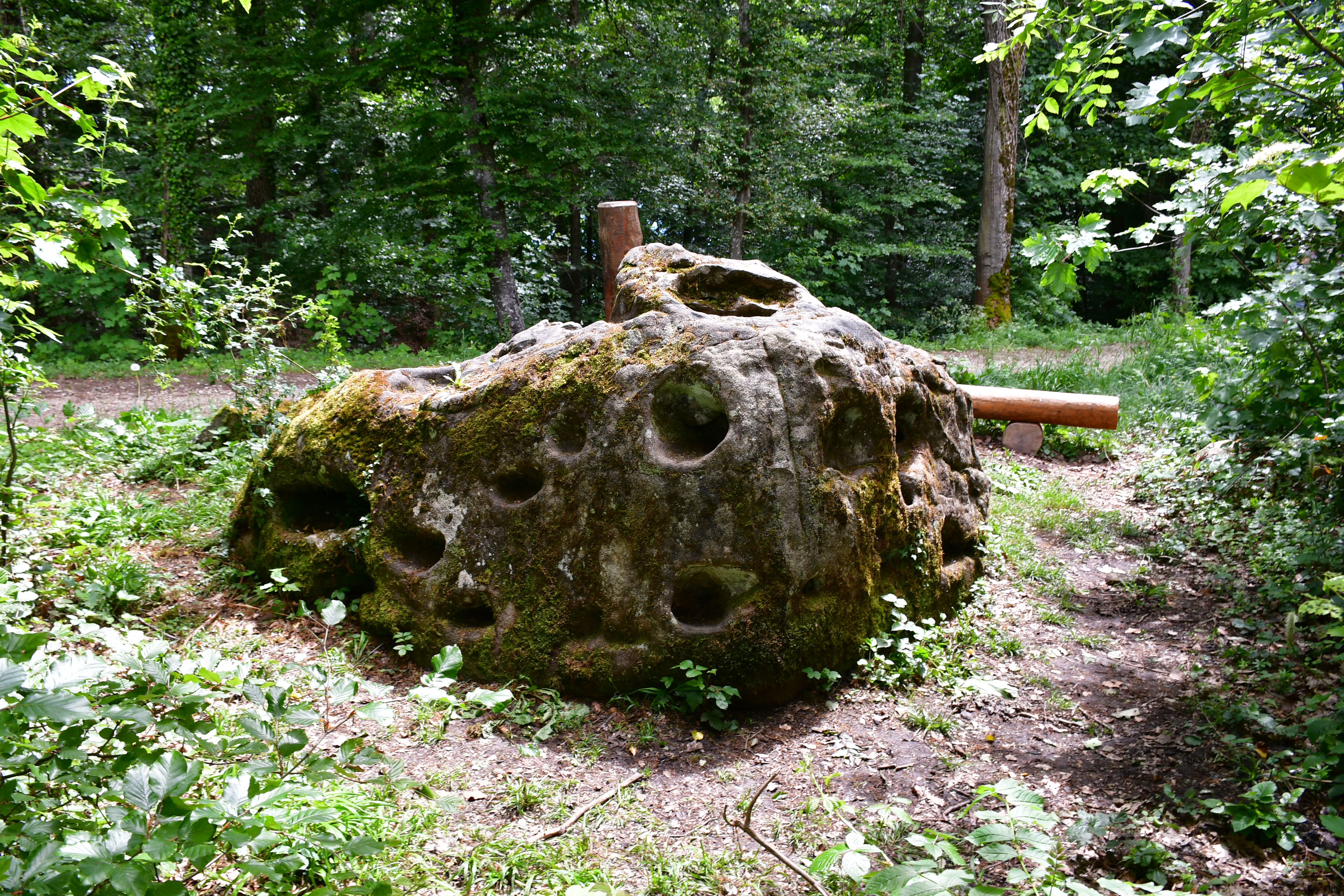
Pierre à mille trous.
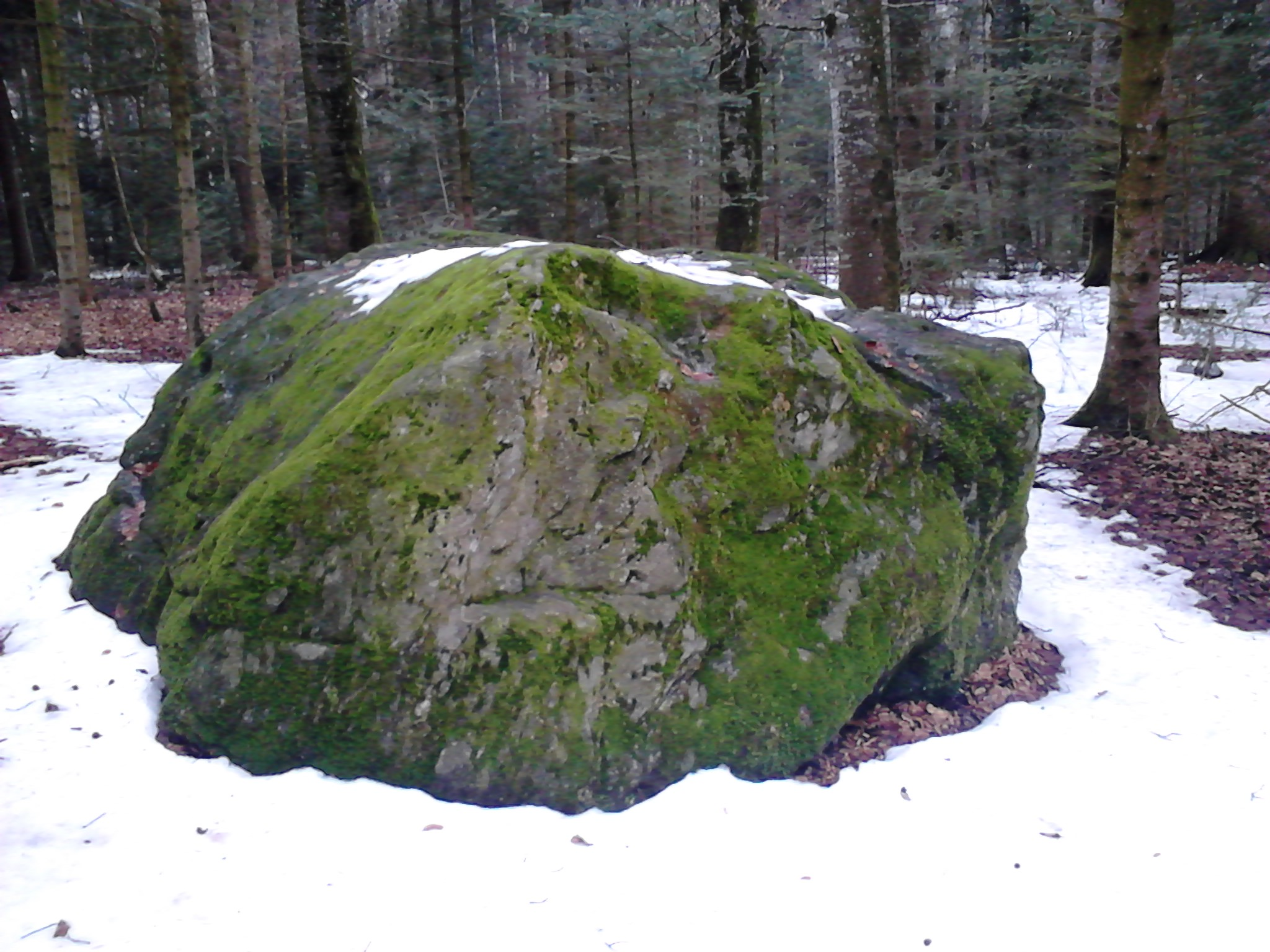
Pierre à Phebou.
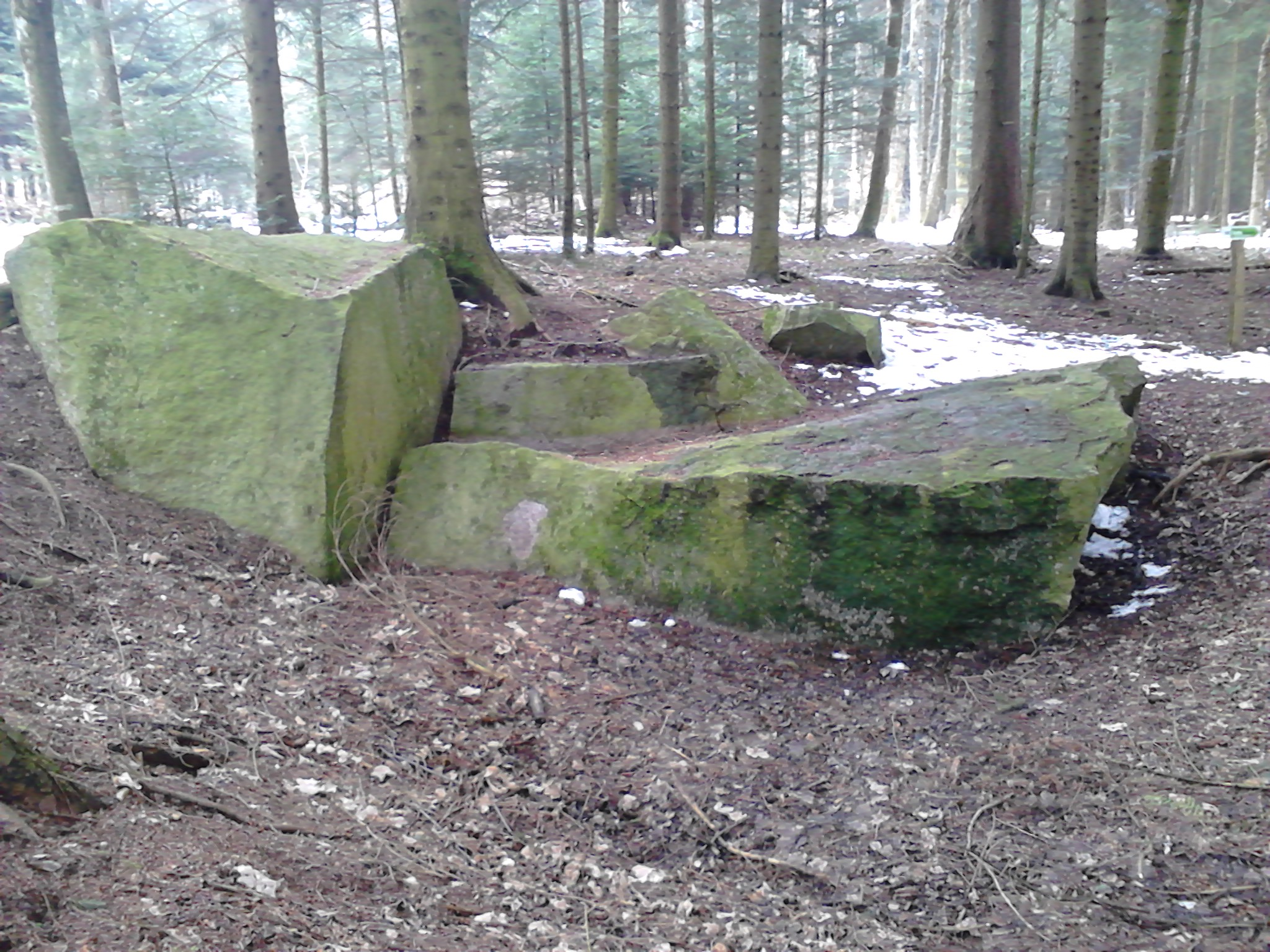
Pierre à Roland.